# Coelaenomenodera pusilla
Coelaenomenodera pusilla es un coleóptero de la familia Chrysomelidae.
Fue descrita científicamente en 1908 por Gestro.